# 하리가야 기쿠오
하리가야 기쿠오(針谷喜久雄, 1963년?~2013년 7월 1일)는 일본의 물리학자이다.

## 약력
- 1986년 - 도쿄 대학 이학부 물리학 학과 졸업.
- 1991년 - 도쿄 대학 대학원 이학계 연구과(물리학 전공) 박사 과정 수료. 이학 박사.
- 2001년~2010년 - 산업기술 종합 연구소 나노테크놀로지 연구부문주임 연구원.
- 2010년~ - 산업기술 종합 연구소 나노시스템 연구부문주임 연구원.
- 1998년~2011년 - 가나자와 공업대학 대학원 객원교수 겸임.
- 2000년~2002년 - 도쿄 공업대학 대학원 객원교수 겸임.
- 2004년~2007년 - 지바 공업대학 대학원 객원교수 겸임.

## 주된 연구 분야
- 나노 탄소계 신물질(풀러 렌, 나노 튜브, 나노 그라파이트등 )
- π공역전자계(도전성 고분자, 공역고분자, 덴드리마등 )
- 물성 이론.

## 주된 저서
- 「Molecular Electronics and Molecular Electronic Devices Volume II」(분담 집필, CRC Press)
- 「Fullerene Polymers and Fullerene-Polymer Composites」(분담 집필, Springer-Verlag)
- 「Optical Properties of Low-Dimensional Materials Volume 2」(분담 집필, World Scientific)
- 「물리가게를 위한 인터넷 강좌」(분담 집필, 마루젠)